# Prefettura di Kumamoto
La Prefettura di Kumamoto (熊本県?, Kumamoto-ken) è una prefettura giapponese di circa 2 milioni di abitanti sull'isola di Kyūshū (九州?), con capoluogo a Kumamoto (熊本市?, Kumamoto-shi).

## Geografia fisica
La prefettura di Kumamoto è situata nella parte centro-occidentale dell'isola di Kyūshū, la più meridionale delle quattro principali isole che compongono il Giappone. Confina con il mare interno di Ariake ad ovest, con le prefetture di Fukuoka ed Ōita a nord, con quella di Miyazaki a est, e con la prefettura di Kagoshima a sud.
Il monte Aso (阿蘇山?, Aso-san) (1592 m), un vulcano tuttora in attività, si trova nella parte orientale della prefettura. Il vulcano è situato al centro della caldera di Aso, la più nota del Giappone ed una delle più grandi del mondo.

## Divisioni amministrative

### Città
La Prefettura di Kumamoto comprende 14 città:
| Nome                 | Nome     | Area (km2) | Popolazione | Mappa |
| Rōmaji               | Kanji    | Area (km2) | Popolazione | Mappa |
| -------------------- | -------- | ---------- | ----------- | ----- |
| Kumamoto (capoluogo) | 熊本市   | 390,32     | 738 907     |       |
| Amakusa              | 天草市   | 683,17     | 83 082      |       |
| Arao                 | 荒尾市   | 57,15      | 53 675      |       |
| Aso                  | 阿蘇市   | 376,25     | 27 039      |       |
| Hitoyoshi            | 人吉市   | 210,55     | 33 461      |       |
| Kami-Amakusa         | 上天草市 | 126,94     | 27 603      |       |
| Kikuchi              | 菊池市   | 276,66     | 49 455      |       |
| Kōshi                | 合志市   | 53,19      | 61 022      |       |
| Minamata             | 水俣市   | 162,88     | 25 310      |       |
| Tamana               | 玉名市   | 152,55     | 70 530      |       |
| Uki                  | 宇城市   | 188,56     | 59 928      |       |
| Uto                  | 宇土市   | 74,17      | 37 442      |       |
| Yamaga               | 山鹿市   | 299,67     | 53 404      |       |
| Yatsushiro           | 八代市   | 680,59     | 129 358     |       |

### Distretti
La prefettura di Kumamoto comprende nove distretti:
| Nome                      | Nome     | Area (km2) | Popolazione | Mappa |
| Rōmaji                    | Kanji    | Area (km2) | Popolazione | Mappa |
| ------------------------- | -------- | ---------- | ----------- | ----- |
| Distretto di Amakusa      | 天草郡   | 67,06      | 7 462       |       |
| Distretto di Ashikita     | 葦北郡   | 267,45     | 20 880      |       |
| Distretto di Aso          | 阿蘇郡   | 703,01     | 38 281      |       |
| Distretto di Kamimashiki  | 上益城郡 | 784,03     | 85 716      |       |
| Distretto di Kikuchi      | 菊池郡   | 136,66     | 75 204      |       |
| Distretto di Kuma         | 球磨郡   | 1 327,23   | 55 771      |       |
| Distretto di Shimomashiki | 下益城郡 | 144,03     | 10 532      |       |
| Distretto di Tamana       | 玉名郡   | 211,5      | 41 090      |       |
| Distretto di Yatsushiro   | 八代郡   | 33,29      | 12 250      |       |

### Cittadine e villaggi
Questi sono le cittadine ed i villaggi della prefettura:
| Nome        | Nome       | Area (km2) | Popolazione | Distretto    | Tipo      | Mappa |
| Rōmaji      | Kanji      | Area (km2) | Popolazione | Distretto    | Tipo      | Mappa |
| ----------- | ---------- | ---------- | ----------- | ------------ | --------- | ----- |
| Asagiri     | あさぎり町 | 159,56     | 15 796      | Kuma         | Cittadina |       |
| Ashikita    | 芦北町     | 233,48     | 16 306      | Ashikita     | Cittadina |       |
| Gyokutō     | 玉東町     | 24,4       | 5 363       | Tamana       | Cittadina |       |
| Hikawa      | 氷川町     | 33,29      | 12 250      | Yatsushiro   | Cittadina |       |
| Itsuki      | 五木村     | 252,94     | 1 136       | Kuma         | Villaggio |       |
| Kashima     | 嘉島町     | 16,66      | 9 119       | Kamimashiki  | Cittadina |       |
| Kikuyō      | 菊陽町     | 37,57      | 41 411      | Kikuchi      | Cittadina |       |
| Kōsa        | 甲佐町     | 57,87      | 10 924      | Kamimashiki  | Cittadina |       |
| Kuma        | 球磨村     | 207,73     | 3 863       | Kuma         | Villaggio |       |
| Mashiki     | 益城町     | 65,67      | 33 001      | Kamimashiki  | Cittadina |       |
| Mifune      | 御船町     | 99         | 16 901      | Kamimashiki  | Cittadina |       |
| Minamiaso   | 南阿蘇村   | 137,3      | 11 086      | Aso          | Villaggio |       |
| Minamioguni | 南小国町   | 115,86     | 3 977       | Aso          | Cittadina |       |
| Misato      | 美里町     | 144,03     | 10 532      | Shimomashiki | Cittadina |       |
| Mizukami    | 水上村     | 192,11     | 2 276       | Kuma         | Villaggio |       |
| Nagasu      | 長洲町     | 19,43      | 16 125      | Tamana       | Cittadina |       |
| Nagomi      | 和水町     | 98,75      | 10 030      | Tamana       | Cittadina |       |
| Nankan      | 南関町     | 68,92      | 9 572       | Tamana       | Cittadina |       |
| Nishihara   | 西原村     | 77,23      | 6 752       | Aso          | Villaggio |       |
| Nishiki     | 錦町       | 84,87      | 10 899      | Kuma         | Cittadina |       |
| Oguni       | 小国町     | 137        | 8 735       | Aso          | Cittadina |       |
| Ōzu         | 大津町     | 99,09      | 33 793      | Kikuchi      | Cittadina |       |
| Reihoku     | 苓北町     | 67,06      | 7 462       | Amakusa      | Cittadina |       |
| Sagara      | 相良村     | 94,54      | 4 598       | Kuma         | Villaggio |       |
| Takamori    | 高森町     | 174,9      | 6 189       | Aso          | Cittadina |       |
| Taragi      | 多良木町   | 165,87     | 9 604       | Kuma         | Cittadina |       |
| Tsunagi     | 津奈木町   | 33,97      | 4 574       | Ashikita     | Cittadina |       |
| Ubuyama     | 産山村     | 60,72      | 1 542       | Aso          | Villaggio |       |
| Yamae       | 山江村     | 121,2      | 3 553       | Kuma         | Villaggio |       |
| Yamato      | 山都町     | 544,83     | 15 771      | Kamimashiki  | Cittadina |       |
| Yunomae     | 湯前町     | 48,41      | 4 046       | Kuma         | Cittadina |       |

## Storia
Storicamente l'area costituiva la provincia di Higo (肥後国?, Higo no kuni), rinominata prefettura di Kumamoto durante il rinnovamento Meiji come parte del piano di abolizione del sistema feudale.
Nella prefettura vi fu l'epicentro del violento terremoto di Kumamoto del 2016, che provocò la morte di 49 persone, un disperso, oltre 1.000 feriti e danni ingentissimi.
Inoltre l'area comprende vari luoghi ad alto rischio di alluvione.